# Eyraud (ruisseau)
Pour les articles homonymes, voir Eyraud.
L'Eyraud est un ruisseau français, affluent en rive droite de la Dordogne, qui coule dans le département de la Dordogne, en région Nouvelle-Aquitaine.

## Géographie

### Généralités

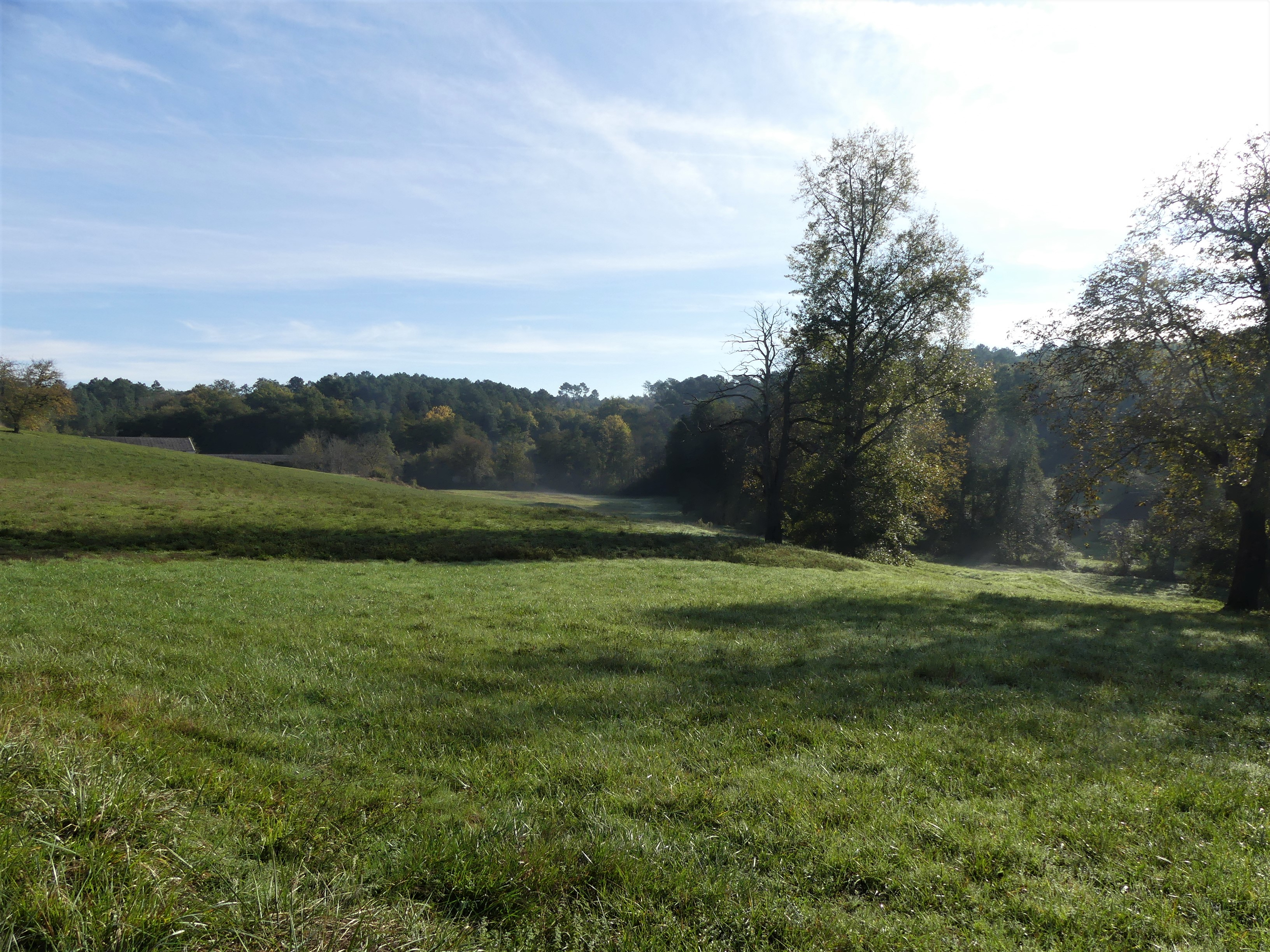
La vallée de l'Eyraud en amont du bourg de Laveyssière.

L'Eyraud prend sa source en Dordogne vers 109 mètres d'altitude, sur la commune de Saint-Jean-d'Eyraud, au lieu-dit Chadelaygue, un kilomètre et demi à l'est-nord-est du bourg qu'il arrose ensuite, passant sous la route départementale (RD) 15.
Progressant vers le sud-ouest, il traverse le bourg de Laveyssière, passe sous la RD 709 et baigne le bourg de Lunas où il est de nouveau franchi par la RD 15. En seulement 500 mètres, il reçoit successivement trois affluents : le ruisseau du Vert à droite, le ruisseau de la Forêt en rive gauche puis sur sa droite le Blancaneix avant de passer sous la RD 13. Il est franchi par la RD 34 entre Bitarel et la Farganière, reçoit à droite le ruisseau de Tulen puis se sépare en deux bras au lieu-dit Chadeau sur la commune de La Force. Le bras principal continue vers le sud, passe sous les RD 4 et 32, et conflue avec la Dordogne en rive droite, sur la commune de Saint-Pierre-d'Eyraud, au sud du lieu-dit Bas Maduran, deux kilomètres à l'est-sud-est du bourg, à 13 mètres d'altitude.
Le bras secondaire, qui prend alors le nom de Barailler, est un défluent artificiel de l'Eyraud. Il se dirige vers l'ouest et passe sous les RD 15 et 32. Il va rejoindre la Dordogne dix kilomètres en aval de la confluence Eyraud/Dordogne, en limites de Saint-Pierre-d'Eyraud et Le Fleix, à 10 mètres d'altitude.
Depuis Chadelaygue jusqu'à sa confluence avec la Dordogne, l'Eyraud mesure 21 kilomètres de long et la pente moyenne de son cours est de 0,42 %.

### Communes et arrondissements traversés
À l'intérieur du seul département de la Dordogne, l'Eyraud arrose huit communes réparties sur deux arrondissements, soit d'amont vers l'aval :
- Arrondissement de Périgueux
  - Saint-Jean-d'Eyraud (source)
  - Laveyssière
- Arrondissement de Bergerac
  - Ginestet
  - Lunas
  - Saint-Georges-Blancaneix
  - Prigonrieux
  - La Force
  - Saint-Pierre-d'Eyraud (confluence)

### Affluents
Parmi les huit affluents répertoriés par le Sandre, six portent un nom ; hormis le ruisseau de la Forêt en rive gauche, les cinq autres sont en rive droite. D'amont vers l'aval se succèdent :
- le ruisseau de l'Ironzeau (6,5 km)[5] ;
- le ruisseau du Vert (5,5 km)[6] ;
- le ruisseau de la Forêt (3,1 km)[7] ;
- le Blancaneix (6 km)[8] ;
- le ruisseau de Lagardie (2,1 km)[9] ;
- le ruisseau de Tulen (3,1 km)[10].

#### Rang de Strahler
Deux affluents de l'Eyraud, le ruisseau de la Forêt et le Blancaneix, ont respectivement un et trois sous-affluents. De ce fait, le rang de Strahler de l'Eyraud est de trois.

### Bassin versant
Le bassin versant de l'Eyraud, intégrant son défluent le Barailler, s'étend sur 127 km2 de superficie. Celui du Barailler étant de 40 km2, celui de l'Eyraud seul est donc de 87 km2. Outre les huit communes baignées par l'Eyraud, son bassin en concerne également trois autres :
- Bosset, arrosée par le ruisseau du Vert[6] ;
- Église-Neuve-d'Issac et Les Lèches baignées brièvement par le ruisseau de l'Ironzeau qui leur sert de limite sur environ 900 mètres[5].

## Hydrologie

### L'Eyraud à La Force
Le débit de l'Eyraud a été observé sur une période de 53 ans (1966-2019), à la station hydrologique de La Force, à proximité du lieu-dit la Farganière. À cet endroit, le bassin versant présente une superficie de 74,5 km2, soit 85 % de l'ensemble de son bassin versant, et avant d'avoir reçu l'apport en eau du ruisseau de Tulen.
Le module y est de 0,504 m3/s.
L'Eyraud présente des fluctuations saisonnières de débit, avec une période de hautes eaux caractérisée par un débit mensuel moyen évoluant dans une fourchette de 0,708 à 1,18 m3/s, de décembre à avril inclus (avec un maximum en février). La période des basses eaux a lieu de mai à novembre, avec une baisse du débit moyen mensuel allant jusqu'à 0,089 m3/s au mois d'août. Cependant ces chiffres ne sont que des moyennes et les fluctuations de débit peuvent être plus importantes selon les années et sur des périodes plus courtes.

### Étiage ou basses eaux
À l'étiage, le VCN3 peut chuter jusque 0,030 m3/s, soit 30 litres par seconde, en cas de période quinquennale sèche, ce qui est sévère.

### Crues
Quant aux crues, les QIX 2 et QIX 5 valent respectivement 18 et 27 m3/s. Le QIX 10 est de 34 m3/s, le QIX 20 de 40 m3, tandis que le QIX 50 se monte à 48 m3/s.
Le débit instantané maximal enregistré durant cette période a été de 38,6 m3/s le 1er mars 2000, correspondant à une hauteur de 3,12 mètres. La valeur journalière maximale du débit a atteint 27,1 m3/s le 28 décembre 1999.

### Lame d'eau et débit spécifique
Au total, l'Eyraud est un cours d'eau peu abondant. La lame d'eau écoulée dans la partie haute de son bassin versant (85 % de son bassin versant total) est de 214 millimètres annuellement, ce qui est largement inférieur à la moyenne de la France entière tous bassins confondus (320 millimètres/an). Le débit spécifique de la rivière (ou Qsp) y atteint ainsi le chiffre de 6,8 litres par seconde et par kilomètre carré de bassin.

## Environnement
Situées sur le territoire des trois communes de La Force, Prigonrieux et Saint-Georges-Blancaneix, entre les lieux-dits la Fargue Basse et le Bos, sur une distance d'environ deux kilomètres représentant plus de 3 400 mètres de linéaire, les berges de l'Eyraud sont classées zone naturelle d'intérêt écologique, faunistique et floristique (ZNIEFF) de type II ,. Parmi la quarantaine d'espèces de plantes qui y ont été recensées, une est une espèce déterminante : le Groseillier à grappes (Ribes rubrum).

## Monuments ou sites remarquables à proximité
- L'église Saint-Jean-Baptiste de Saint-Jean-d'Eyraud, romane du XIIe siècle, dont la nef date du XIXe siècle[14].

## Galerie de photos

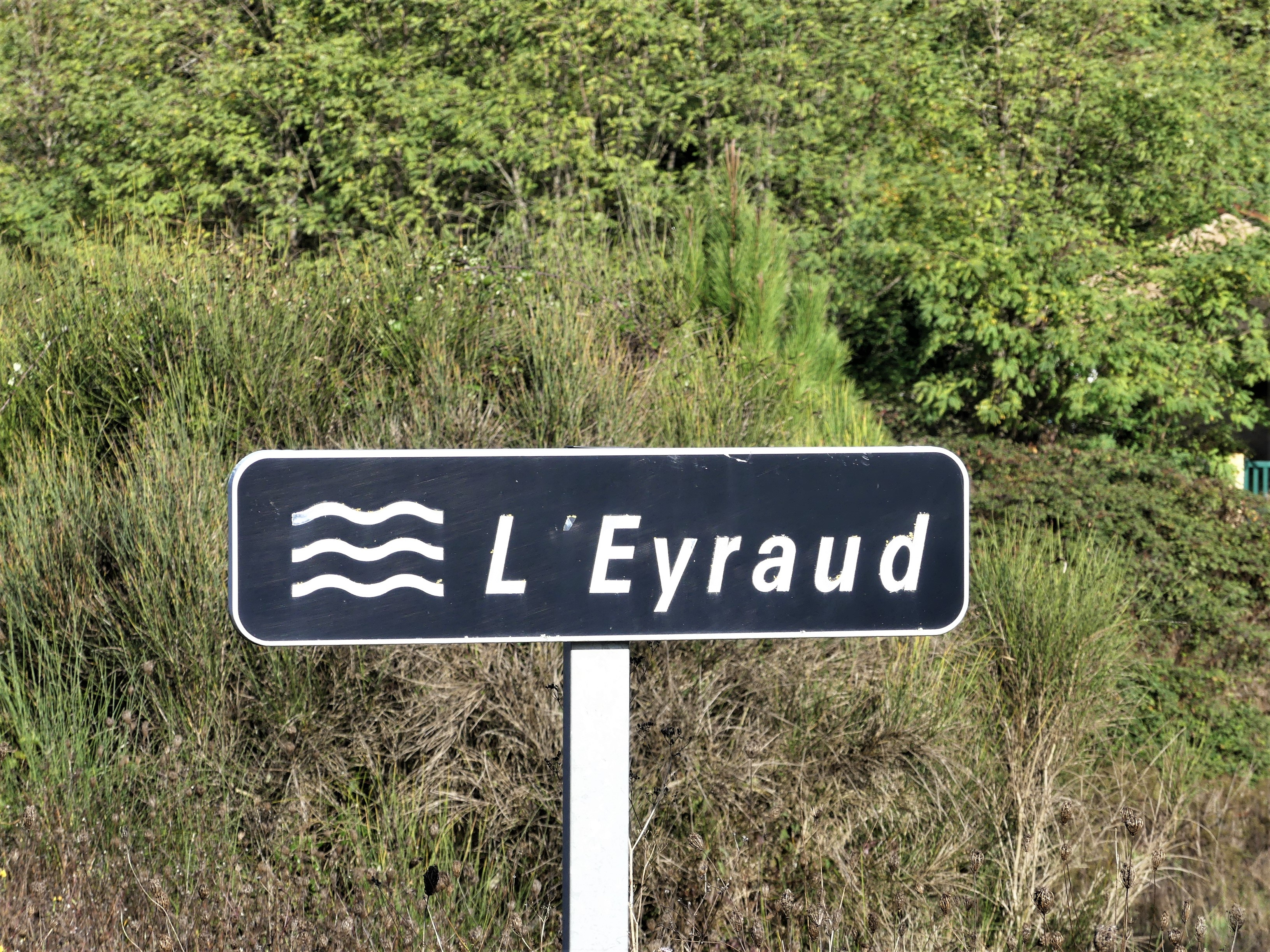
Panneau indiquant l'Eyraud.
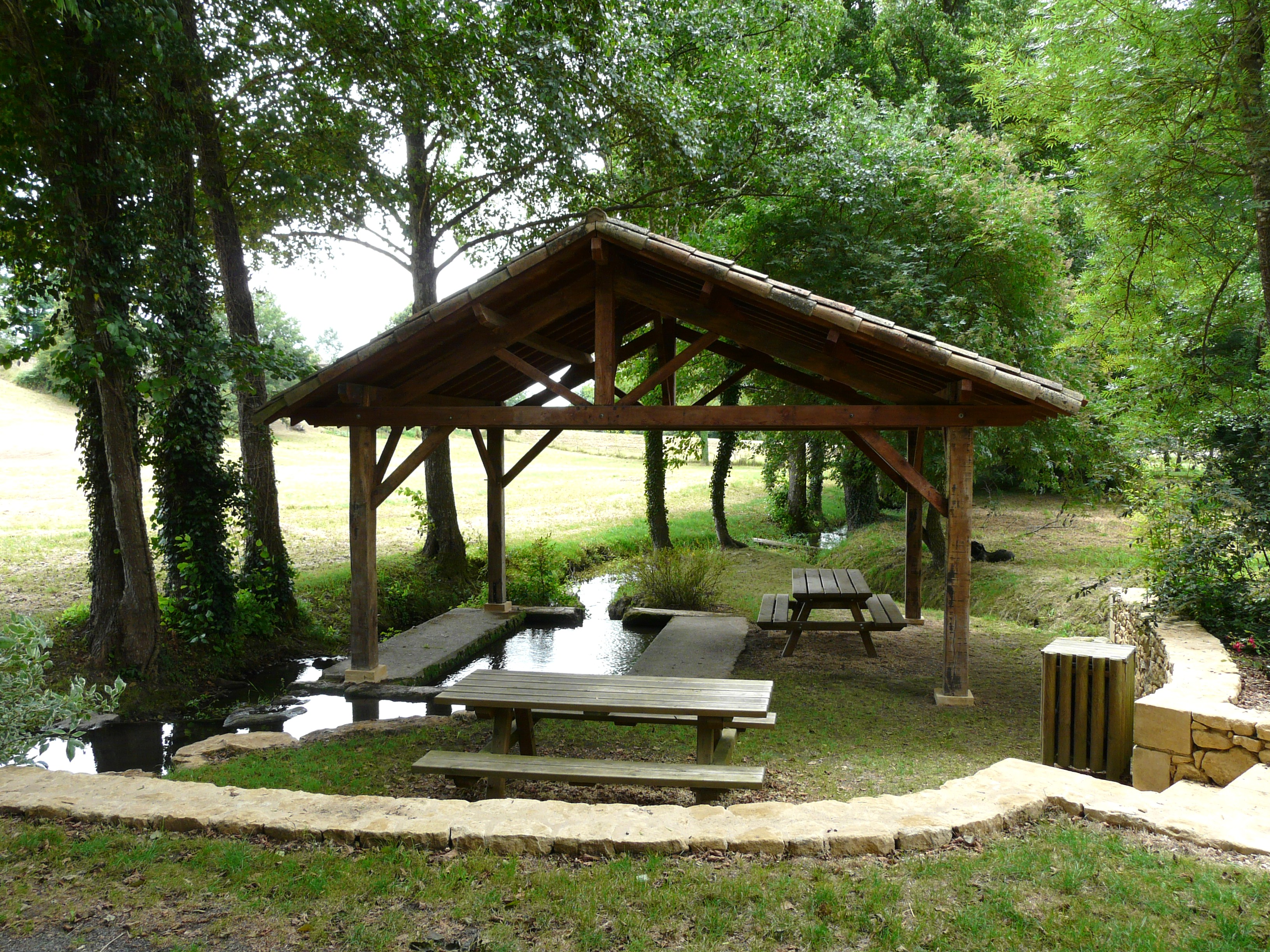
Lavoir sur l'Eyraud à Saint-Jean-d'Eyraud.
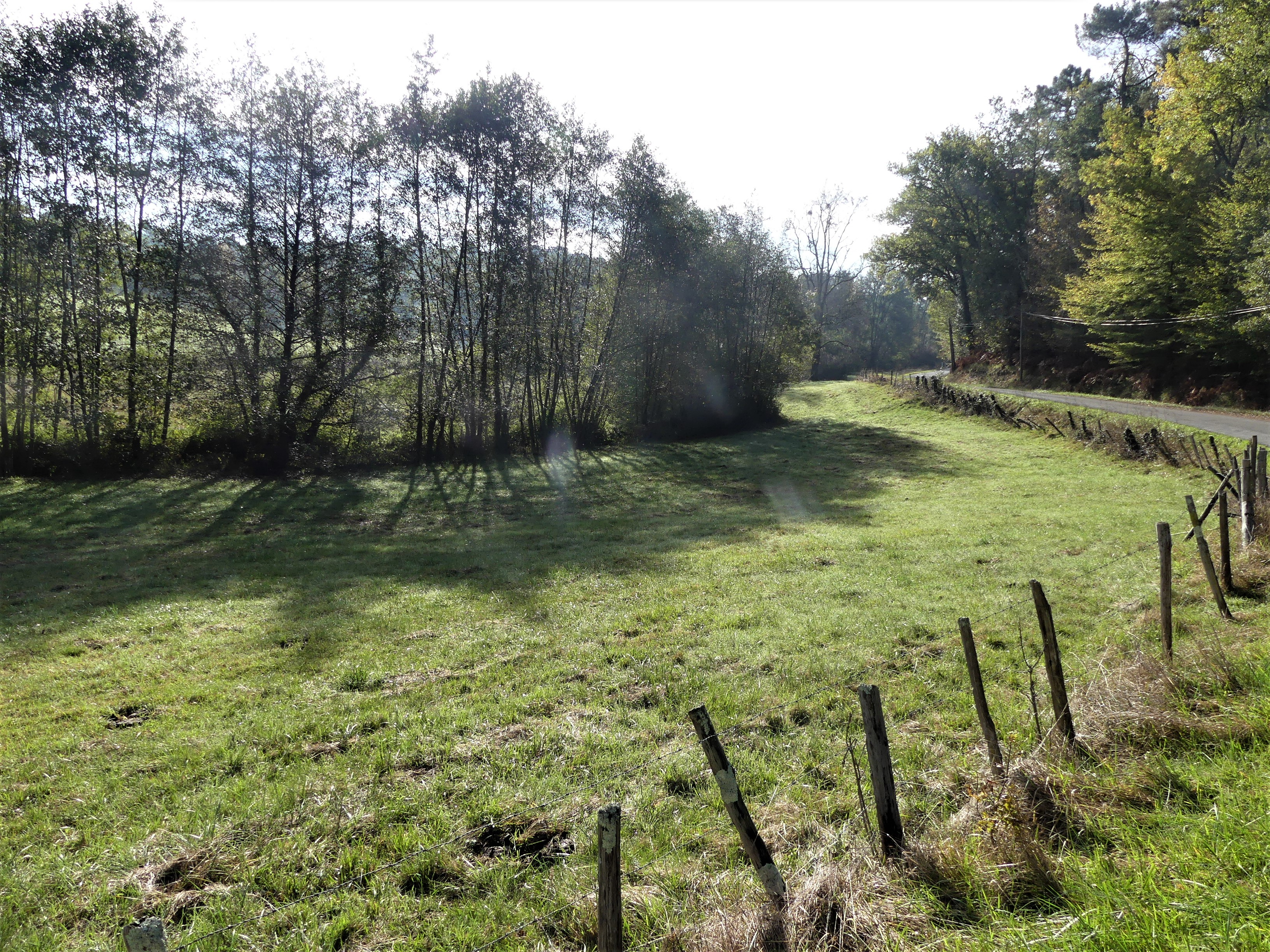
La vallée au sud-ouest du bourg de Laveyssière.
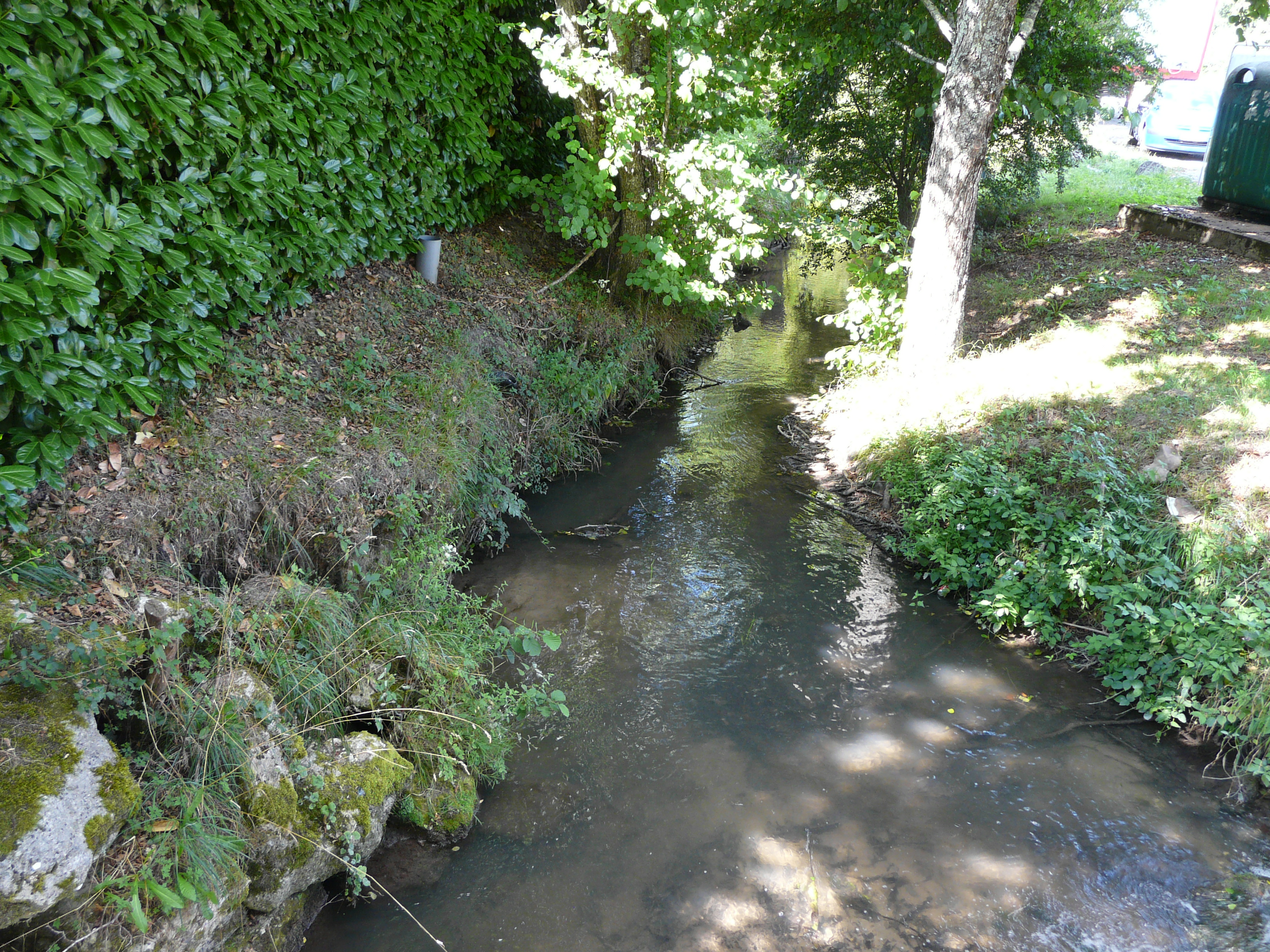
Au pont de la RD 15 à Lunas.
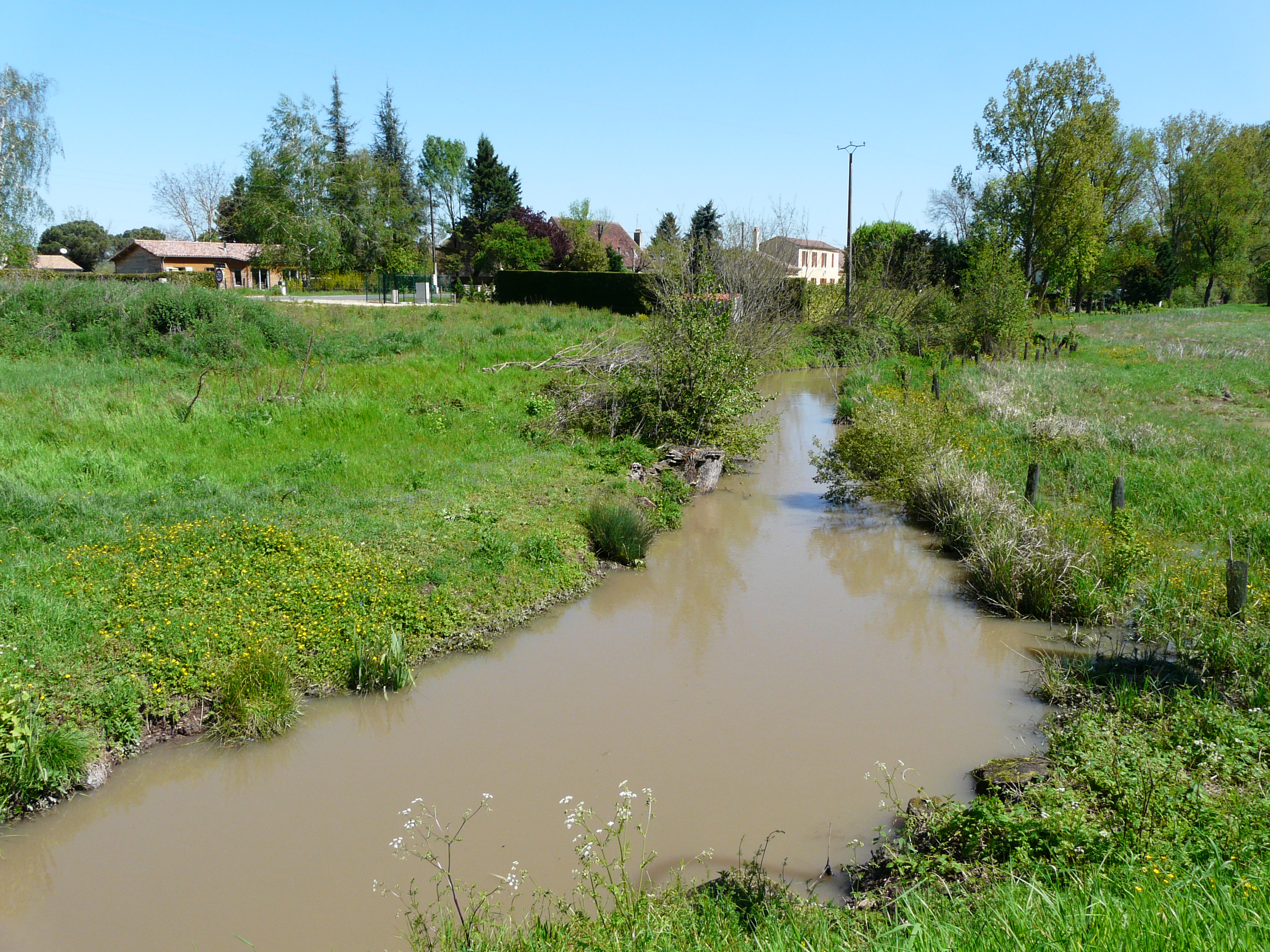
En crue, au pont de la RD 32 à Saint-Pierre-d'Eyraud.